# Александър Суворов (лек крайцер, 1952)
Александър Суворов (на руски: Александр Суворов)e лек крайцер на ВМФ на СССР от проект 68-бис, „Свердлов“. Името си носи в чест на генералисимус Александър Суворов. Заводски номер: 436.

## История на строителството
- 31 август 1950 г. – зачислен в списъците на ВМФ.
- 2 февруари 1951 г. – заложен в КСЗ № 189 („Завод С. Орджоникидзе“, Ленинград).
- 15 май 1952 г. – спуснат на вода.
- 31 декември 1953 г. – въведен в строй.

## История на службата
- 18 февруари 1954 г. – влиза в състава на 8-ми флот.
- 12 – 17 октомври 1955 г. – визита в Портсмът.
- 26 – 31 май 1981 г. – визита в Аден.
- 24 декември 1955 г. – преведен в състава на ДЧБФ (Двойно Червенознаменен Балтийски флот).
- 27 февруари 1956 г. – преведен в ЧСФ.
- лято-есен 1956 г. – преход по Севморпут от Североморск към Далечния Изток.
- 22 октомври 1956 г. – преведен в ЧТОФ.
- 1959 г. – законсервиран.
- 1969 г. – разконсервиран, проведена частична модернизация, въведен в строй.
- 1 декември 1986 г. – изваден от бойния състав на ВМФ, законсервиран и закотвен на стоянка.
- 15 декември 1989 г. – разоружен и изключен от състава на ВМФ.
- 19 април 1990 г. – разформирован.
- ноември 1991 г. – продаден на частна индийска фирма за скрап.

## Командири
- Савин, Григорий Емелиянович
- Корнилов С. А. (1957 – 1960)
- Чумичьов, капитан 1-ви ранг (1971 г.)
- Мишанов, Валентин Григориевич (1974 – 1979)
- Сергеев, Валерий Николаевич (март 1979 – октомври 1981)
- Савелиев, А. И. (1981 – 1984)
- Халевин, В. Г. (1984 – 1988)
- Крилов, С. С. (1988 – 1989)